# Miklós Duray
Miklós Duray (18. července 1945 Lučenec – 30. prosince 2022) byl slovenský geolog, publicista a maďarský menšinový politik, člen strany SMK-MKP, bývalý československý disident a signatář Charty 77, po sametové revoluci poslanec Sněmovny národů Federálního shromáždění a předseda menšinové politické formace Együttélés.

## Biografie
Střední školu absolvoval roku 1962 ve Fiľakovu, vystudoval geologii na Univerzitě Komenského v Bratislavě, kde promoval roku 1971. V roce 1977 získal doktorát. Působil pak v odborných ústavech. Už jako student se zapojil do politických aktivit. Koncem 60. let byl předákem organizace maďarských studentů. Po roce 1970 byl jako politicky nespolehlivý vystaven pronásledování komunistickým režimem. Za normalizace byl jedním z mála občanů Slovenska, kteří podepsali Chartu 77. Během 80. let byl opakovaně zadržován a propuštěn na základě mezinárodního tlaku. Angažoval se v obhajobě lidských práv a menšinových práv slovenských Maďarů. V letech 1988–1989 pobýval na Indiana University of Pennsylvania v USA.
K roku 1990 je profesně uváděn jako geolog podniku Doprastav Bratislava, bytem Bratislava.
30. ledna 1990 zasedl v rámci procesu kooptací do Federálního shromáždění po sametové revoluci do slovenské části Sněmovny národů (volební obvod č. 89 - Komárno, Západoslovenský kraj) jako bezpartijní poslanec, respektive poslanec za hnutí Együttélés, na jehož vzniku se počátkem roku 1990 podílel. Zakládající sjezd 31. března 1990 ho zvolil předsedou Együttélés. Tato formace se vymezovala proti Maďarské nezávislé iniciativě, jež spolupracovala s hnutím Verejnosť proti násiliu a Duray ji kritizoval za nedostatečné hájení maďarských menšinových zájmů.
Mandát ve FS obhájil ve volbách roku 1990 za Együttélés a zasedal pak ve společném parlamentním klubu, který utvořilo Együttélés a Maďarské kresťanskodemokratické hnutie. Opětovně byl zvolen i ve volbách roku 1992 a ve Federálním shromáždění setrval do zániku Československa v prosinci 1992.
Po vzniku samostatného Slovenska se do tamního zákonodárného sboru (Národní rada Slovenské republiky) dostal v parlamentních volbách roku 1994 za kandidátní listinu Maďarská koalícia. Opětovně byl zvolen v parlamentních volbách roku 1998, nyní za střechovou organizaci Strana maďarskej koalície - Magyar Koalíció Pártja. Za ni mandát obhájil i v parlamentních volbách roku 2002 a parlamentních volbách roku 2006. V parlamentu zasedal až do roku 2010, kdy v parlamentních volbách 2010 Strana maďarskej koalície nezískala parlamentní zastoupení.

## Literární díla
- Változások küszöbén, 2000 Budapešť
- Önrendelkezési kísérleteink, 1999 Šamorín
- Csillagszilánk és tövistörek, 1993 Bratislava
- Kettés elnyomásban, 1989 New York, rozšířené vydání 1993 Bratislava
- Tegnap alighanem bolondgombát etettek velünk, 1982 Chicago
- Kutyaszorító I, 1982, Kutyaszorító II, 1989 New York
- Szlovákiai jelentés (Zpráva o Slovensku), 1982, Paříž